# 이태현 (씨름인)
이태현(李太鉉 1976년 1월 17일 ~ )은 씨름 선수였고, 대한민국의 종합격투기 선수였다. 모래판의 황태자로 다시 백두장사 20회, 천하장사 3회등 총 40회 장사에 등극했다, 다시 백두장사등극횟수는 우리씨름 1980년대 최고 천하장사였던 이만기의 장사등극횟수 18회보다도 많다. 이태현이 모래판을 호령하던 시절 라이벌은 황규연, 김영현이 있다, 한 때 씨름판을 떠나 종합격투기에 도전했을 때 드림4에서 최강의 상대인 알리스터 오버레임에게 36초만에 무참히 KO가 되어 패하게 된적이있다. 그가 속한 팀은 싸이칸이었다.지금 현재(2025~) 용인대학교 무도학과 씨름전공, 대한체육회 이사, 대한씨름협회 이사로 제직중이다.

## 개인 정보
1976년 1월 17일 (당시 감독이 김학웅 감독이었고 코치는 지금의 KBSN 스포츠에 씨름해설위원인 신명수였다.) 당시 이태현 선수는 2억원의 계약금을 받고 입단을 했다.

## 경력

### 씨름 경력
통산 40회 우승 (역대 2위), 다시 백두장사 20회 (역대 1위), 천하장사 3회 (1994.년, 2000년, 2002년, 역대 3위)
모래판의 황태자.
역대 최다경기, 최다승, 최다 타이틀, 최다 상금금액 기록 보유자.

## 전적

### 종합격투기 전적
| 프로 종합격투기 전적 | 프로 종합격투기 전적 | 프로 종합격투기 전적 | 프로 종합격투기 전적 | 프로 종합격투기 전적 | 프로 종합격투기 전적 | 프로 종합격투기 전적 | 프로 종합격투기 전적 |
| -------------------- | -------------------- | -------------------- | -------------------- | -------------------- | -------------------- | -------------------- | -------------------- |
| 3 시합               | (T)KO                | 항복                 | 판정                 | 실격                 | 그 밖                | 비김                 | 무효                 |
| 1 승                 | 1                    | 0                    | 0                    | 0                    | 0                    | 0                    | 0                    |
| 2 패                 | 2                    | 0                    | 0                    | 0                    | 0                    | 0                    | 0                    |

| 경기일자         | 상대              | 결과 | 내용            | 대회                                            |
| ---------------- | ----------------- | ---- | --------------- | ----------------------------------------------- |
| 2008년 6월 15일  | 알리스터 오버레임 | 패   | 1R 36초 KO      | Dream 4 - Middle Weight Granprix Quarter Finals |
| 2007년 10월 28일 | 야마모토 요시히사 | 승   | 1R 1분 03초 KO  | K-1 Olympia Hero's Korea 2007                   |
| 2006년 9월 10일  | 히카르두 모라이스 | 패   | 1R 8분 08초 TKO | Pride - final conflict Absolute                 |

## 방송 출연
- 2010년 12월 13일 YTN《뉴스N이슈 - 이슈앤피플 출연》